# Rashid Ammar

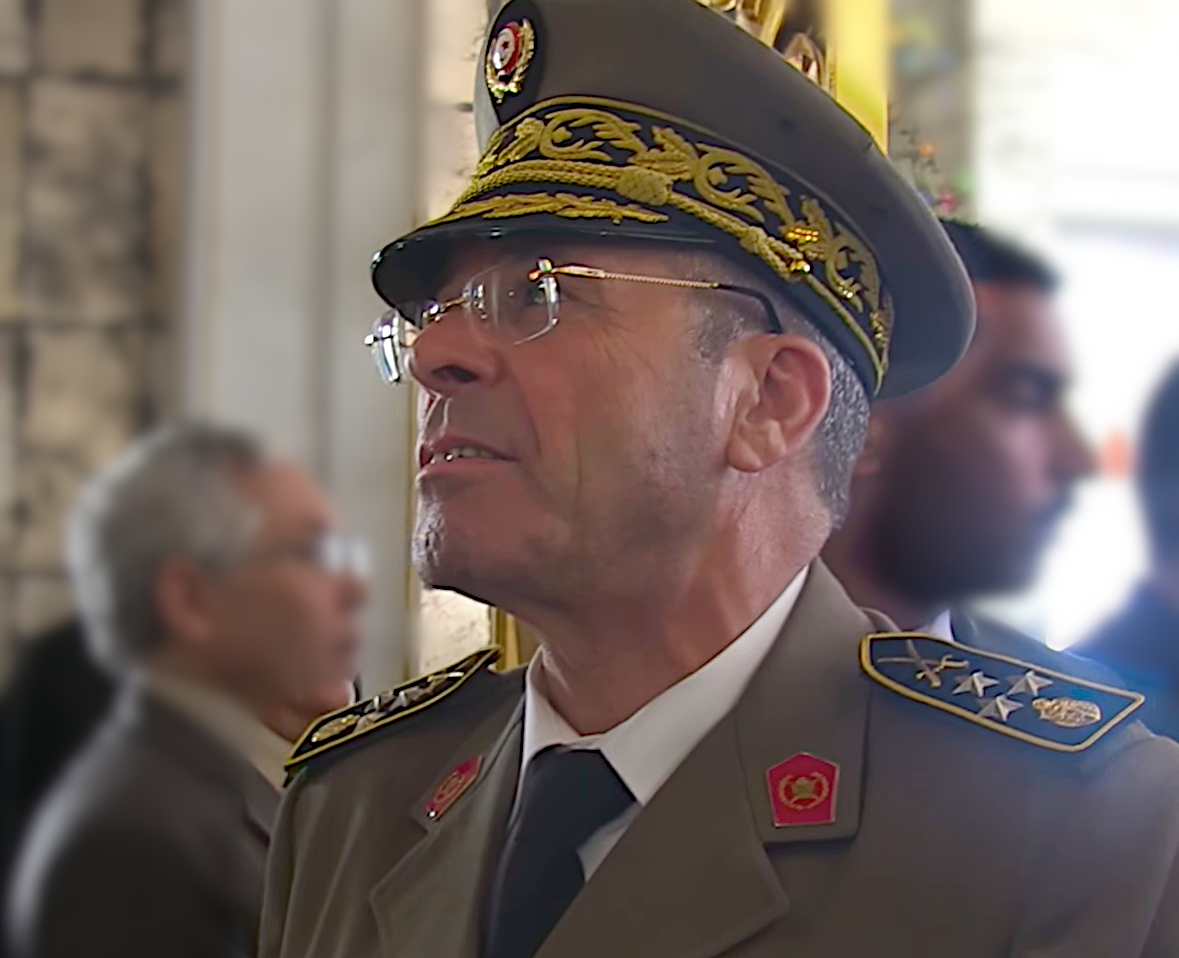
Rashid Ammar 2013

Rashid Ammar (arabisch رشيد عمار, DMG Rašīd ʿAmmār; * 1947 oder 1948 in Sayada, Gouvernement Monastir) ist ein tunesischer Militärangehöriger. Er war bis 2013 Generalstabschef der tunesischen Armee.
Er wurde von Präsident Zine el-Abidine Ben Ali entlassen, weil er sich am 13. Januar 2011 während der Revolution in Tunesien 2010/2011 geweigert hatte, auf Demonstranten schießen zu lassen. Tags darauf floh Ben Ali nach Saudi-Arabien und Übergangspräsident Mohamed Ghannouchi setzte Ammar wieder ein.
Am 25. Juni 2013 trat Rashid Ammar als Generalstabschef zurück, nachdem er Kritik an weiteren Militäreinsätzen gegen salafistische Gruppen geübt hatte.